# Imatge (arts visuals)
Una imatge és un producte que estableix un vincle de semblança amb la realitat. La imatge pot mantenir una relació de semblança directa amb el seu model o per contra establir una relació simbòlica. Per a la semiologia o semiòtica, que ha desenvolupat tot un camp de semiòtica visual, la imatge és concebuda com produïda per un llenguatge específic.
La paraula imatge ve del llatí imago, que designava les màscares mortuòries, i en català té el plural imatges o imàtgens. Per tant, una imatge es podria definir com una representació que manifesta l'aparença d'una cosa. Normalment, el concepte d'imatge correspon al de l'aparença visual, però podria correspondre també al d'imatges auditives, olfactives o tàctils.
Una imatge es una aparença visible d'un objecte imitada pel dibuix, la pintura, l'escultura, especialment de Jesucrist, de la Verge Maria, d'un sant o d'una santa. Cosa que en representa exactament una altra. Reproducció de la figura d'un objecte formada per la reflexió o la refracció dels raigs de llum que en dimanen. Poden haver representacions d'alguna cosa en la ment. Reproducció, en la memòria, de sensacions de la vista, de l'oïda, etc. Poden haver idees feta sensible a l'esperit per alguna analogia material. Representació gràfica d'alguna cosa, percebuda com a conseqüència de l'objecte que l'ha causada. En una aplicació entre dos conjunts, subconjunt format pels elements del segon conjunt que provenen d'algun element del primer. Element d'aquest subconjunt. En els sistemes de televisió, àrea total explorada pel feix d'electrons en els tubs analitzadors i en els raigs catòdics.

## Graus d'iconicitat
La iconicitat és el grau de semblança que té una imatge respecte la realitat, la proximitat que té respecte el referent. Per tant, una imatge és més icònica com més s'assembli a la realitat. Hi ha una classificació per nivells que mesura aquesta iconicitat. Va des de l'objecte en si mateix fins a la representació no figurativa, que és el que s'allunya més de la realitat, l'abstracció.

### Taula dels graus d'iconicitat
| Grau d'iconicitat | Nivell de realitat                   |
| ----------------- | ------------------------------------ |
| 11                | Imatge natural                       |
| 10                | Model tridimensional a escala        |
| 9                 | Holograma                            |
| 8                 | Fotografia en color                  |
| 7                 | Fotografia en blanc i negre          |
| 6                 | Pintura realista                     |
| 5                 | Representació figurativa no realista |
| 4                 | Pictogrames                          |
| 3                 | Esquemes motivats                    |
| 2                 | Esquemes arbitraris                  |
| 1                 | Representació no figurativa          |

### Alguns exemples[4]

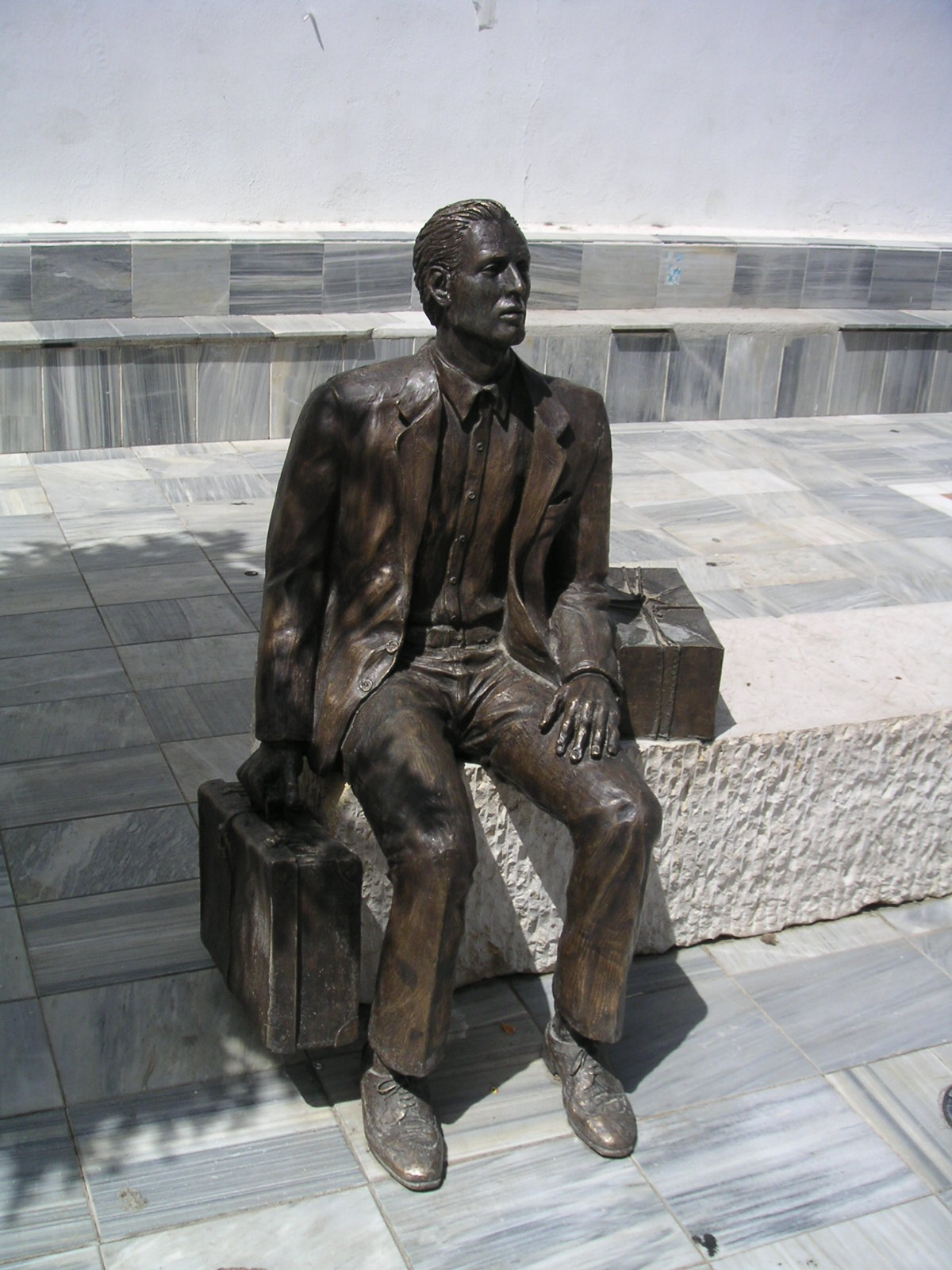
Model tridimensional a escala
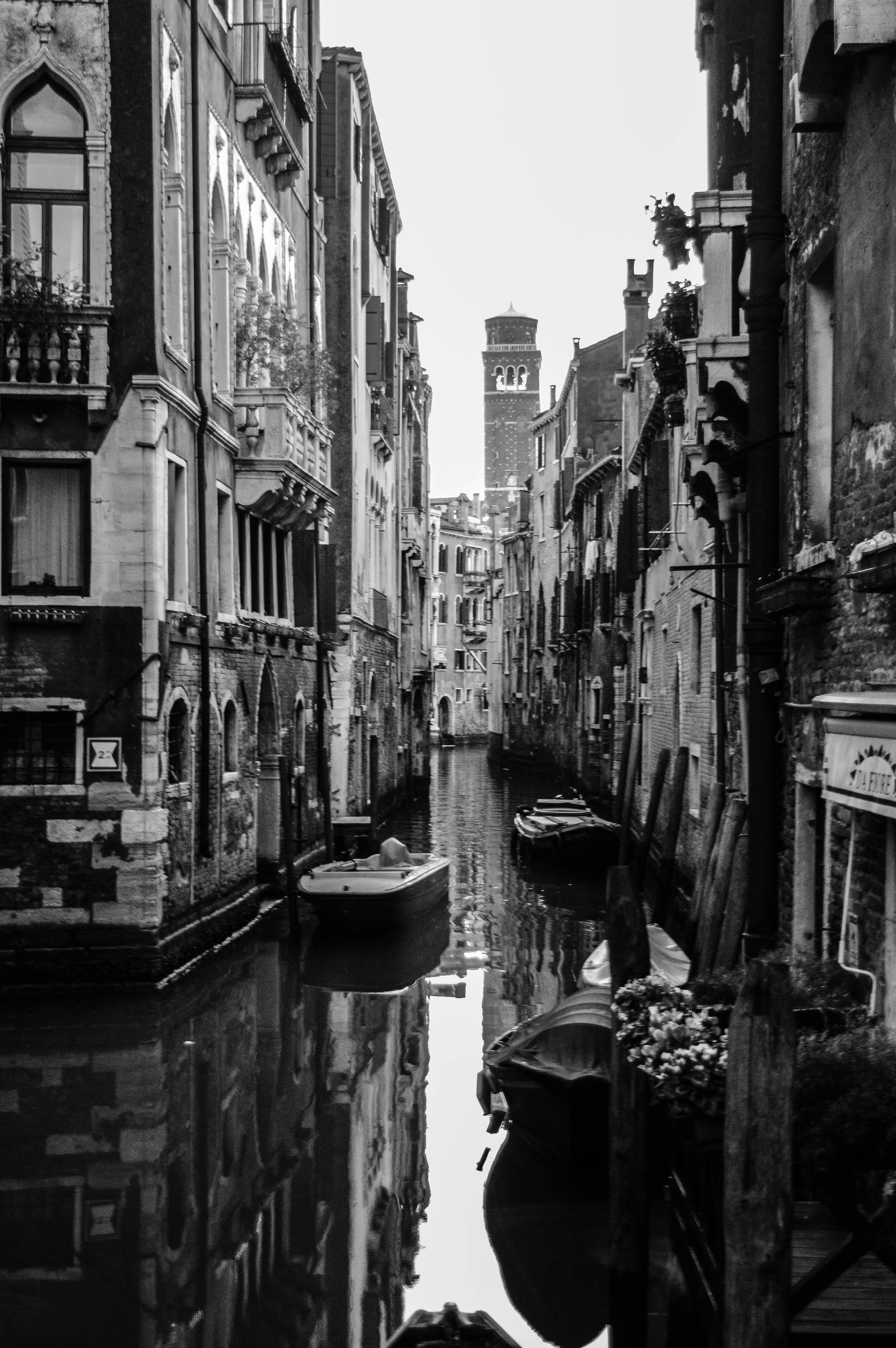
Fotografia en blanc i negre
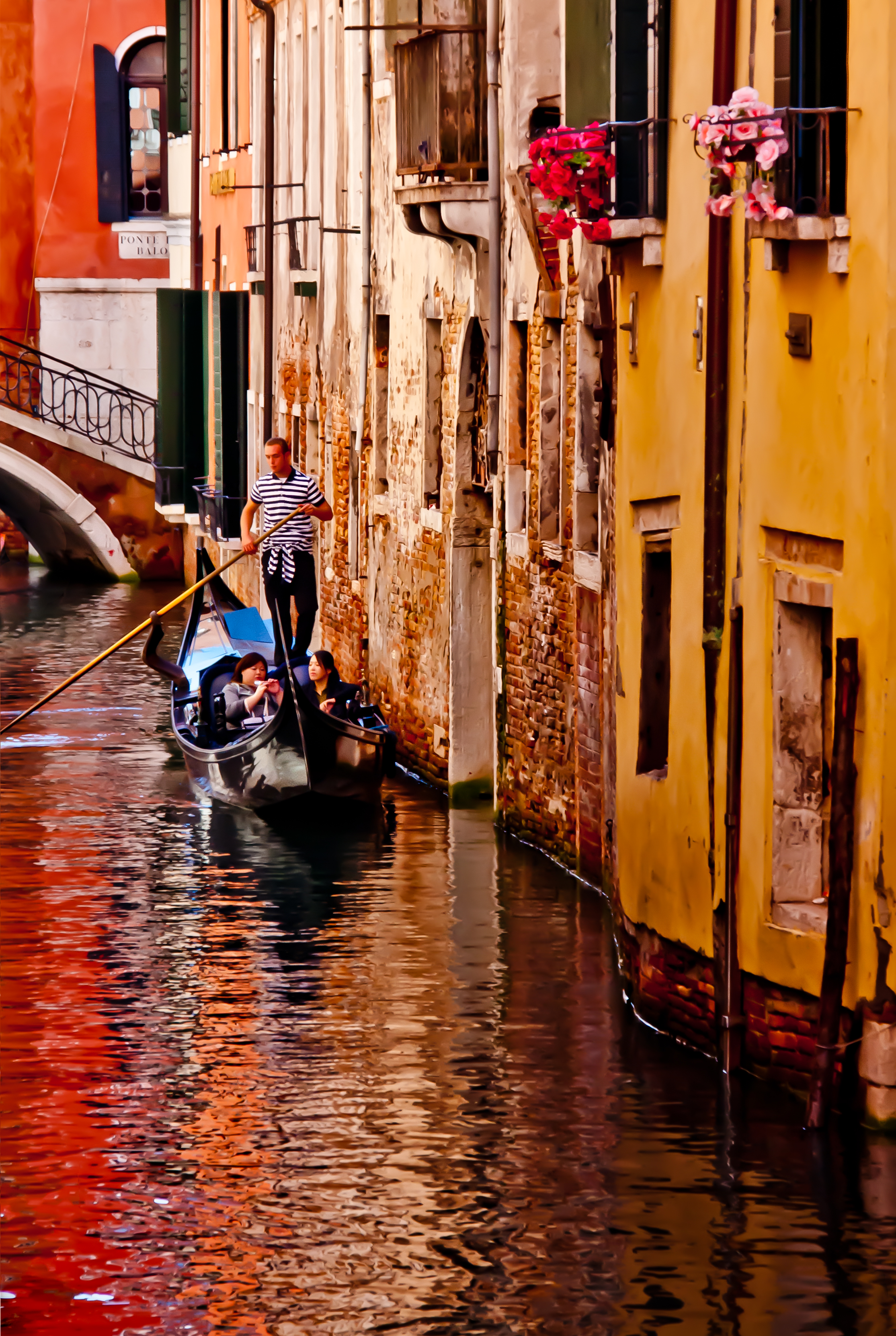
Pintura realista
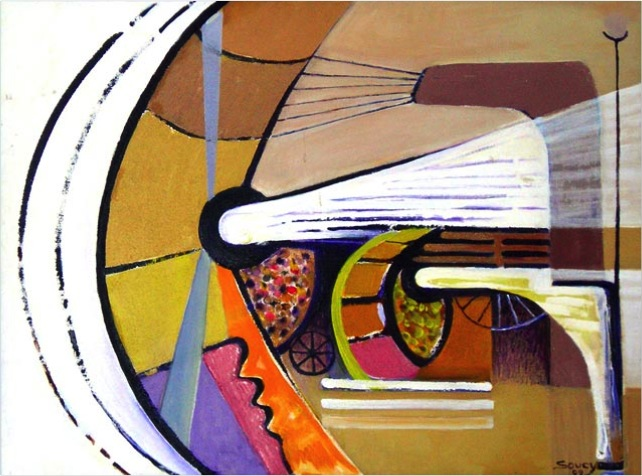
Representació no figurativa

## Sintaxi de la imatge
Tota imatge està composta per una sèrie d'elements bàsics:
- El punt: és la unitat mínima d'informació visual, la més essencial, senzilla i abundant. És l'element gràfic fonamental. Té forma rodona. Aquest element posseeix una gran força d'atracció per a l'ull humà. Units en gran manera reforcen la unitat de color.[5]
- La línia: definida com una cadena de punts molt units entre ells o un punt en moviment. El fet de no ser un element estàtic, la dota d'energia, dinamisme i expressivitat. La línia és l'element essencial del dibuix (tècnic i artístic). Pot ser recta, corba, regular, irregular…[6] En el món de la publicitat, podem distingir entre la línia de força (que va des de l'angle superior dret fins a l'inferior esquerre) i la d'interès (que va de l'angle superior esquerre a l'inferior dret).[5]
- El contorn: tota línia tancada defineix un contorn. El podem definir com una línia que torna al punt de partida. Els més usuals són el quadrat, el cercle i el triangle. Depenent de les influències culturals, cada contorn pot associar-se amb uns valors, per exemple la rodona amb la igualtat.[6]
- La direcció: tot contorn expressa una direcció: vertical, horitzontal, diagonal, corba…. Les direccions, depenent de les influències culturals, també poden associar-se amb diversos valors, com per exemple la verticalitat amb el diví i l'horitzontalitat amb el terrestre.[6]
- El to: és la claredat o obscuritat de l'objecte vist. La llum emmotlla els objectes i, depenent de la seva intensitat i variació, determina el to. Hi ha diferents tipus d'il·luminació: directa, difusa, frontal, lateral, zenital, a contrallum… Depenent de la combinació d'aquests, obtenim uns efectes expressius o altres.[5]
- El color: és l'efecte de les radiacions visibles que formen part de l'espectre electromagnètic. Cada color té una longitud d'ona determinada. Els éssers humans només percebem lluminositat en les ones compreses entre els 400 i els 700 nanòmetres. Quan un color reflecteix tota la llum que rep, el veiem blanc. En canvi, si l'absorbeix tota, el veiem negre. Les propietats bàsiques del color son: la saturació, la lluminositat, el to i el matís. Aquest element és molt poderós per expressar les emocions. Els atributs dels colors són un fenomen fortament cultural.[6][5]
- Textura: es dona quan hi ha una substitució visual a la sensació de tacte. Es l'aparença d'una superfície i l'efecte visual que aquesta genera, el qual moltes vegades depèn del material amb el qual està feta.[6][7]
- Dimensió: és la representació de tres dimensions (volum) en formats bidimensionals. És la mida d'allò representat. Hi ha moltes formes d'accentuar la dimensió, la més habitual és l'ús del punt de fuga.[6]
- Escala: Posa en relació els diferents elements de la imatge, compara les seus dimension.[6]
- Moviment: Tot i que la imatge sigui estàtica, hi ha diferents recursos per crear la sensació de moviment, com per exemple jugar amb la distribució de les línies i els punts d'enquadrament. El ritme, la repetició d'un patró visual, també ajuda a donar aquest efecte i a captar l'atenció.[6]

## Interpretació
Per tal que la interpretació de les imatges no quedi bloquejada, és important estar familiaritzats amb els codis de representació de diferents contextos culturals. Per exemple, el cos, les mans o vestimenta d'un personatge, en certes cultures, son elements fonamentals per la representació de l'estatut o atributs d'aquest. També pot ser que certes cultures contaminin d'altres, per això es destaca la coneixença dels diferents matisos entre elles. Així, no només interpretem la imatge com a objecte físic o suport amb línies i colors dibuixades en ell, sinó també com a representants de figures per mitjans simbòlics.